# Contea di Lincoln (Tennessee)
La contea di Lincoln in inglese Lincoln County è una contea dello Stato del Tennessee, negli Stati Uniti. La popolazione al censimento del 2000 era di 31 340 abitanti. Il capoluogo di contea è Fayetteville.